# 김관현
김관현(金寬鉉, 일본식 이름: 金光副臣 가네아키 소오미, 1876년 3월 3일 ~ 1948년 12월 24일)은 대한제국의 무관 출신으로 일제강점기의 관료이다.

## 생애
경기도 또는 충청남도 연산군 출신으로 1894년 일본 유학생으로 뽑혀 게이오의숙에서 수학하였으며, 1898년 일본육군사관학교에 입학하여 보병 장교로 교육을 받았다.
노백린, 어담, 윤치성 등과 함께 1900년 일본육사 제11기생으로 졸업했다. 육군 보병 참위로 임관한 뒤, 육군 도야마 학교에서 수학하던 중 만주로 발령을 받아 보병 정위로 러일 전쟁에 참전하여 공을 세우고 일제로부터 종군기장과 전공금 1천5백 원을 받았다.
일본은 그를 귀국시켰고 1905년 유길준 등과 함께 역모혐의를 받았으나 곧 풀려났다. 석방 후 대한제국 군대의 장교로 일하고, 내부의 참서관과 서기관, 광제원장, 내부 회계국장, 위생과장, 남양군 군수 등의 행정 관료직을 거쳤다.
1910년 한일 병합 조약이 체결되어 조선총독부가 행정권을 장악하자 경기도 수원군 군수에 임명되었고, 이후 도 참여관과 지사를 지내며 친일 관료로서 활동했다. 1917년 함경남도 참여관을 시작으로 전라남도 참여관(1918), 충청남도 지사(1921), 함경남도 지사(1924)를 역임했다. 1926년 퇴관과 동시에 중추원의 칙임참의가 되었다.
1924년 일본 정부로부터 훈3등 서보장을 서훈 받는 등 공로를 인정 받았고, 1934년부터는 조선총독부 중추원의 참의직에 앉았다. 그는 1926년 관직에서 물러났는데, 이후로는 토지의 개량을 통한 산미 증식을 추진하는 조선토지개량주식회사 고문으로 근무했고, 1937년에는 중추원에서 조직한 화북장병위문대에 가담하여 장직상 등과 함께 중국 전선의 일본군 위문을 다녀오기도 했다. 그 뒤 1945년까지 여러차례 참의직을 중임하였다.
총독부가 1935년 편찬한 《조선공로자명감》에 일제의 통치에 공을 세운 조선인 353명 중 한 명으로 수록되어 있으며, "항상 대국(大局)을 달관하여 일본과 조선의 융화 공영에 진력한 바가 두터웠으며, 그의 공(功)과 노고는 다대하다고 하지 않을 수 없다"라는 평가가 실려 있다.
2002년 민족정기를 세우는 국회의원모임이 광복회와 함께 선정한 친일파 708인 명단과 2008년 민족문제연구소에서 친일인명사전에 수록하기 위해 정리한 친일인명사전 수록예정자 명단에 모두 포함되었으며 2009년 친일반민족행위진상규명위원회가 발표한 친일반민족행위 705인 명단에도 포함되었다.

## 같이 보기
- 일본육군사관학교
- 조선총독부 중추원

## 참고 자료
- 《고종실록》
- 《순종실록》
- 《총독부관보》
- 한국역대인물종합정보시스템